# Liste der Kulturdenkmale in Forchtenberg
In der Liste der Kulturdenkmale in Forchtenberg sind unbewegliche Bau- und Kunstdenkmale aller Ortsteile von Forchtenberg mit den Gemeindeteilen
- Ernsbach mit Ernsbach selbst und dem Wohnplatz Waldberg
- Forchtenberg mit Forchtenberg selbst, dem Gehöft Rauhbusch-Hof und dem Wohnplatz Neu-Wülfingen
- Muthof mit Muthof selbst und den Weilern Büschelhof und Schleierhof; Exklave im Norden des übrigen Stadtgebietes
- Sindringen mit Sindringen selbst, den Höfen Holzweiler Hof und Neuzweiflingen (Trautenhof) sowie den Wohnplätzen Schießhof und Ziegelhütte
- Wohlmuthausen mit Wohlmuthausen selbst, den Weilern Hohensall, Metzdorf, Orbachshof und Schwarzenweiler sowie dem Gehöft Haberhof

aufgeführt. Grundlage für diese Liste ist die vom Regierungspräsidium Stuttgart herausgegebene Liste der Bau- und Kunstdenkmale.
Diese Liste ist nicht rechtsverbindlich. Eine rechtsverbindliche Auskunft ist lediglich auf Anfrage bei der Unteren Denkmalschutzbehörde der Gemeinde Schöntal erhältlich.

## Kulturdenkmale der Gemeinde Forchtenberg

### Ernsbach
| Bild | Bezeichnung          | Lage                                    | Datierung | Beschreibung | ID |
| ---- | -------------------- | --------------------------------------- | --------- | ------------ | -- |
|      | Grundschule Ernsbach | Ernsbach, Carl-Arnold-Straße 34 (Karte) |           | [ 2 ]        | BW |

### Forchtenberg
| Bild           | Bezeichnung                                                                 | Lage | Datierung                         | Beschreibung | ID |
| -------------- | --------------------------------------------------------------------------- | --- | --------------------------------- | --- | -- |
| Weitere Bilder | Stadtbefestigung                                                            | Forchtenberg, Am Diebsturm-Am Würzburger Tor–Burgrain–Hafenmarktg. Kulturdenkmal gemäß § 2/28 DSchG (Sachgesamtheit) Hauptstraße-Schulstraße-Untere Gasse (Karte) | um 1300                           | Geschützt nach § 28 DSchG |    |
|                | Stadtmauerturm, Diebsturm                                                   | Forchtenberg, Am Diebsturm 6 (Karte) | um 1300                           | 28 |    |
|                | Wohnhaus Am Diebsturm 8                                                     | Forchtenberg, Am Diebsturm 8 (Karte) | 18. Jahrhundert                   | Prüffall | BW |
|                | Inschrifttafel                                                              | Forchtenberg, Am Diebsturm 10 (Karte) | 1595                              | Inschrift: „DER HERR BEWAHRE DEINEN / EINGANG UND AUSGANG / VON NUN AN BIS IN EWIGKEIT / PSLAM CXXI“ Geschützt nach § 2 DSchG                                                                       | BW |
|                | Wohnhaus Am Diebsturm 12                                                    | Forchtenberg, Am Diebsturm 12 (Karte) |                                   | Erhaltenswertes Gebäude | BW |
|                | Wohnhaus Am Würzburger Tor 3                                                | Forchtenberg, Am Würzburger Tor 3 | um 1915                           | Erhaltenswertes Gebäude |    |
| Weitere Bilder | Stadttor mit Stadtmauerresten, Neues-, Würzburger- oder Rappentor           | Forchtenberg, Am Würzburger Tor 5 (Karte) | 1604                              | Geschützt nach § 28 DSchG |    |
|                | Wohnhaus mit Ökonomie Burgrain 2                                            | Forchtenberg, Burgrain 2 (Karte) | 1872                              | Erhaltenswertes Gebäude | BW |
|                | Wohnhaus (Nr. 3) mit Gewölbekeller (Nr. 3 und 5)                            | Forchtenberg, Burgrain 3, 5 (Karte) | 1697                              | Geschützt nach § 2 DSchG | BW |
|                | Massiver Erdgeschoss eines Wohnhauses mit Keller                            | Forchtenberg, Burgrain 6 (Karte) | 1680                              | Geschützt nach § 2 DSchG | BW |
|                | Wohnhaus Burgrain 8-10                                                      | Forchtenberg, Burgrain 8-10 (Karte) | 18./19. Jahrhundert               | Erhaltenswertes Gebäude | BW |
|                | Wohnhaus Burgrain 12                                                        | Forchtenberg, Burgrain 12 (Karte) | 19. Jahrhundert                   | Erhaltenswertes Gebäude | BW |
|                | Wohnhaus Burgrain 20                                                        | Forchtenberg, Burgrain 20 (Karte) | 1806                              | Erhaltenswertes Gebäude | BW |
|                | Wohnhaus Burgrain 22                                                        | Forchtenberg, Burgrain 22 (Karte) | 18./19. Jahrhundert               | Erhaltenswertes Gebäude | BW |
|                | Scheune Gerbergasse 3                                                       | Forchtenberg, Gerbergasse 3 (Karte) | 1819                              | Erhaltenswertes Gebäude | BW |
|                | Wohnhaus Gerbergasse 8                                                      | Forchtenberg, Gerbergasse 8 (Karte) | 1862                              | Erhaltenswertes Gebäude | BW |
|                | Gasthof (heute Wohnhaus und Scheune), Zum Rössle                            | Forchtenberg, Hafenmarktgasse 1, Schulstraße 6 (Karte) | 1807                              | Geschützt nach § 2 DSchG | BW |
|                | Wohnhaus Hafenmarktgasse 2                                                  | Forchtenberg, Hafenmarktgasse 2 (Karte) | im Kern 2. Hälfte 16. Jahrhundert | Geschützt nach § 2 DSchG | BW |
|                | Wohnhaus Hafenmarktgasse 4                                                  | Forchtenberg, Hafenmarktgasse 4 (Karte) | um 1600                           | Geschützt nach § 2 DSchG | BW |
|                | Wohnhaus Hafenmarktgasse 6                                                  | Forchtenberg, Hafenmarktgasse 6 (Karte) | 2. Hälfte 19. Jahrhundert         | Erhaltenswertes Gebäude | BW |
|                | Wohnhaus Hafenmarktgasse 8                                                  | Forchtenberg, Hafenmarktgasse 8 (Karte) | im Kern 18. Jahrhundert           | Erhaltenswertes Gebäude | BW |
|                | Wohnhaus Hafenmarktgasse 10                                                 | Forchtenberg, Hafenmarktgasse 10 (Karte) | 1491                              | Geschützt nach § 2 DSchG | BW |
|                | Wohnhaus Hafenmarktgasse 15                                                 | Forchtenberg, Hafenmarktgasse 15 (Karte) | 18./19. Jahrhundert               | Erhaltenswertes Gebäude | BW |
|                | Wohnhaus Hafenmarktgasse 17                                                 | Forchtenberg, Hafenmarktgasse 17 (Karte) | 1790                              | Geschützt nach § 2 DSchG | BW |
|                | Maskenstein                                                                 | Forchtenberg, Hafenmarktgasse 18 (Karte) |                                   | Geschützt nach § 2 DSchG | BW |
|                | Wohnhaus Hafenmarktgasse 21                                                 | Forchtenberg, Hafenmarktgasse 21 (Karte) | 1752                              | Erhaltenswertes Gebäude | BW |
|                | Haus der Bildhauerfamilie Kern (heute Heimatmuseum)                         | Forchtenberg, Hafenmarktgasse 29 (Karte) | 1584                              | Geschützt nach § 28 DSchG | BW |
|                | Wohnhaus Hauptstraße 1                                                      | Forchtenberg, Hauptstraße 1 (Karte) | 18./19. Jahrhundert               | Erhaltenswertes Gebäude | BW |
|                | Wohnhaus Hauptstraße 3                                                      | Forchtenberg, Hauptstraße 3 (Karte) | 18./19. Jahrhundert               | Erhaltenswertes Gebäude | BW |
|                | Scheune Hauptstraße 7                                                       | Forchtenberg, Hauptstraße 7 (Karte) | 18./19. Jahrhundert               | Prüffall | BW |
|                | Rathaus                                                                     | Forchtenberg, Hauptstraße 14 (Karte) | 1723                              | Geschützt nach § 28 DSchG | BW |
|                | Wohn- und Geschäftshaus Hauptstraße 15                                      | Forchtenberg, Hauptstraße 15 (Karte) | 1963                              | Erhaltenswertes Gebäude | BW |
|                | Wohnhaus Hauptstraße 16                                                     | Forchtenberg, Hauptstraße 16 (Karte) | 1936                              | Erhaltenswertes Gebäude | BW |
|                | Wohnhaus Hauptstraße 17                                                     | Forchtenberg, Hauptstraße 17 (Karte) | 1938                              | Erhaltenswertes Gebäude | BW |
|                | Ehem. Post- und Ärztehaus (heute Wohn- und Geschäftshaus)                   | Forchtenberg, Hauptstraße 19 (Karte) | 1911                              | Erhaltenswertes Gebäude | BW |
|                | Wohn- und Geschäftshaus Hauptstraße 25                                      | Forchtenberg, Hauptstraße 25 (Karte) | 1948                              | Erhaltenswertes Gebäude | BW |
|                | Doppelwohn- und Geschäftshaus Hauptstraße 26, 28                            | Forchtenberg, Hauptstraße 26, 28 (Karte) | um 1915                           | Geschützt nach § 2 DSchG | BW |
|                | Wohn- und Geschäftshaus Hauptstraße 27                                      | Forchtenberg, Hauptstraße 27 (Karte) | 1848                              | Erhaltenswertes Gebäude | BW |
|                | Wohn- und Geschäftshaus Hauptstraße 29                                      | Forchtenberg, Hauptstraße 29 (Karte) | 1848                              | Erhaltenswertes Gebäude | BW |
|                | Gasthaus Zur Sonne                                                          | Forchtenberg, Hauptstraße 30 (Karte) | 1915                              | Geschützt nach § 2 DSchG | BW |
|                | Wohnhaus Hauptstraße 31                                                     | Forchtenberg, Hauptstraße 31 (Karte) | 16. Jahrhundert                   | Geschützt nach § 2 DSchG | BW |
|                | Wohnhaus Hauptstraße 34                                                     | Forchtenberg, Hauptstraße 34 (Karte) | 16. Jahrhundert                   | Prüffall | BW |
|                | Wohnhaus Hauptstraße 36                                                     | Forchtenberg, Hauptstraße 36 (Karte) | im Kern 16. Jahrhundert           | Prüffall | BW |
|                | Wohn- und Gasthaus, Am Brunnentor                                           | Forchtenberg, Hauptstraße 38 (Karte) | im Kern 16. Jahrhundert           | Prüffall | BW |
| Weitere Bilder | Backhaus-, Unteres-, Brunnen- oder Altes Tor samt Backhaus (heute Wohnhaus) | Forchtenberg, Hauptstraße 40 (Karte) | im Kern 16. Jahrhundert           | Zweigeschossiges Backhaus aus Sandsteinquadern und konstruktivem Fachwerk mit firsthohem Uhrerker und Glockenturm. Träger des Denkmalschutzpreises Baden-Württemberg 2018 Geschützt nach § 28 DSchG |    |
|                | Scheune mit kleinem Nebengebäude Hauptstraße 44 (und 42)                    | Forchtenberg, Hauptstraße 44 (und 42) (Karte) | 19. Jahrhundert                   | Erhaltenswertes Gebäude | BW |
|                | Wohnhaus und Nebengebäude Hauptstraße 47                                    | Forchtenberg, Hauptstraße 47 (Karte) | 1791                              | Erhaltenswertes Gebäude | BW |
|                | Kleinwohnhaus/Werkstattgebäude Hauptstraße 49                               | Forchtenberg, Hauptstraße 49 (Karte) | Ende 19./Anfang 20. Jahrhundert   | Erhaltenswertes Gebäude | BW |
|                | Laufbrunnen, Torbrunnen                                                     | Forchtenberg, Hauptstraße, Flstnr. 101/3 (vor Gebäude Nr. 40) | 1744                              | Geschützt nach § 28 DSchG |    |
|                | Ehemalige Mittelmühle (heute Wohnhaus)                                      | Forchtenberg, Hauptstraße 50 (Karte) | im Kern 18./19. Jahrhundert       | Erhaltenswertes Gebäude | BW |
|                | Wohnhaus Hauptstraße 59                                                     | Forchtenberg, Hauptstraße 59 (Karte) | 19. Jahrhundert                   | Erhaltenswertes Gebäude | BW |
|                | Torgewände des Kellerabgangs des Vorgängerbaus                              | Forchtenberg, Kirchgasse 2 (Karte) | 1644                              | Geschützt nach § 2 DSchG | BW |
|                | Portikus                                                                    | Forchtenberg, Kirchgasse 3 (Karte) | 19. Jahrhundert                   | Erhaltenswertes Bauteil | BW |
|                | Kleinbauernhaus Kirchgasse 8                                                | Forchtenberg, Kirchgasse 8 (Karte) | 18./19. Jahrhundert               | Erhaltenswertes Gebäude | BW |
|                | Kleinbauernhaus Kirchgasse 9                                                | Forchtenberg, Kirchgasse 9 (Karte) | 18./19. Jahrhundert               | Erhaltenswertes Gebäude | BW |
|                | Scheune Kirchgasse 12                                                       | Forchtenberg, Kirchgasse 12 (Karte) | 18./19. Jahrhundert               | Erhaltenswertes Gebäude | BW |
|                | Zweiseithof Kirchgasse 13 und 15                                            | Forchtenberg, Kirchgasse 13 und 15 (Karte) | 17. Jahrhundert                   | Prüffall | BW |
|                | Hohenlohisches Amtshaus (heute Pfarrhaus)                                   | Forchtenberg, Kirchgasse 14 (Karte) | 1708                              | Geschützt nach § 2 DSchG | BW |
| Weitere Bilder | Evangelische Pfarrkirche, St. Michael                                       | Forchtenberg, Kirchgasse 17 (Karte) | Anfang 17. Jahrhundert            | Geschützt nach § 28 DSchG |    |
|                | Massives Erdgeschoss eines Wohnhauses Kirchgasse 25                         | Forchtenberg, Kirchgasse 25 (Karte) | 1593                              | Geschützt nach § 2 DSchG | BW |
|                | Wohnhaus Kirchgasse 27                                                      | Forchtenberg, Kirchgasse 27 (Karte) | 18. Jahrhundert                   | Erhaltenswertes Gebäude | BW |
|                | Weinbauernhaus Kirchgasse 33                                                | Forchtenberg, Kirchgasse 33 (Karte) | 18./19. Jahrhundert               | Erhaltenswertes Gebäude | BW |
|                | Vereinshaus                                                                 | Forchtenberg, Mühlweg 14 (Karte) | erste Hälfte 20. Jahrhundert      | Erhaltenswertes Gebäude | BW |
| Weitere Bilder | Mühlengehöft, Kochermühle                                                   | Forchtenberg, Mühlweg 19, 24, 25, 26, 28, 30, 32 (Karte) | 1733                              | Geschützt nach § 2 DSchG |    |
| Weitere Bilder | Mühlengebäude Mühlweg 24                                                    | Forchtenberg, Mühlweg 24 (Karte) | 1733                              | Geschützt nach § 2 DSchG | BW |
|                | Mühlengebäude, Kochermühle                                                  | Forchtenberg, Mühlweg 32 (Karte) | 1712                              | Geschützt nach § 2 DSchG | BW |
|                | Ökonomiegebäude Öhringer Straße 18, 20, 22, 26                              | Forchtenberg, Öhringer Straße 18, 20, 22, 26 (Karte) | 1797                              | Erhaltenswertes Gebäude | BW |
|                | Wohngebäude Öhringer Straße 31                                              | Forchtenberg, Öhringer Straße 31 (Karte) | 19. Jahrhundert                   | Erhaltenswertes Gebäude | BW |
|                | Kelter                                                                      | Forchtenberg, Öhringer Straße 32-40 (Karte) |                                   | Erhaltenswertes Gebäude | BW |
|                | Gerberhaus (heute Wohnhaus) Öhringer Straße 44 und 46                       | Forchtenberg, Öhringer Straße 44 und 46 (Karte) | 1833                              | Geschützt nach § 2 DSchG | BW |
|                | Scheune Schiedberg 2                                                        | Forchtenberg, Schiedberg 2 (Karte) | 19. Jahrhundert                   | Erhaltenswertes Gebäude | BW |
| Weitere Bilder | Burg- und Schlossruine                                                      | Forchtenberg, Schlossberg (Flstnr. 165, 166/1, 172, 194) (Karte)                                                                                                  | 1240                              | Geschützt nach § 12 DSchG |    |
|                | Weinbauernhaus Schlossbergweg 4                                             | Forchtenberg, Schlossbergweg 4 | 1791                              | Erhaltenswertes Gebäude |    |
|                | Untertägiger Gipsbruch mit Produktionsgebäuden                              | Forchtenberg, Schlossbergweg 7 | 1943                              | Geschützt nach § 2 DSchG |    |
|                | Gartenhaus mit Gartenfläche und Einfriedung                                 | Forchtenberg, Schöntaler Straße 3 (Flstnr. 1405/1, 1045/2, 1046, 1046/1) (Karte)                                                                                  |                                   | Geschützt nach § 2 DSchG |    |
| Weitere Bilder | Friedhofskirche und Friedhof                                                | Forchtenberg, Schöntaler Straße 9 (Flstnr. 1407) (Karte) |                                   | Geschützt nach § 28 DSchG |    |
|                | Wohnstallhaus Schulstraße 8                                                 | Forchtenberg, Schulstraße 8 | 18./19. Jahrhundert               | Erhaltenswertes Gebäude |    |
|                | Kellergeschoss mit Rundbogenportal Schulstraße 9                            | Forchtenberg, Schulstraße 9 (Karte) |                                   | Erhaltenswertes Bauteil | BW |
|                | Kellergeschoss mit Rundbogenportal Schulstraße 11                           | Forchtenberg, Schulstraße 11 (Karte) |                                   | Erhaltenswertes Bauteil | BW |
|                | Wohnstallhaus Schulstraße 19                                                | Forchtenberg, Schulstraße 19 (Karte) | 18./19. Jahrhundert               | Erhaltenswertes Gebäude | BW |
|                | Schule                                                                      | Forchtenberg, Schulstraße 26 (Karte) | 1896                              | Erhaltenswertes Gebäude | BW |
|                | Wohnstallhaus Schulstraße 29                                                | Forchtenberg, Schulstraße 29 (Karte) | 18./19. Jahrhundert               | Erhaltenswertes Gebäude | BW |
|                | Wohnhaus Schulstraße 30                                                     | Forchtenberg, Schulstraße 30 (Karte) | 1788                              | Erhaltenswertes Gebäude | BW |
|                | Wohnhaus Schulstraße 31                                                     | Forchtenberg, Schulstraße 31 (Karte) | 1870                              | Erhaltenswertes Gebäude | BW |
|                | Wohnhaus Untere Gasse 1                                                     | Forchtenberg, Untere Gasse 1 (Karte) | 1756                              | Geschützt nach § 2 DSchG | BW |
|                | Wohnhaus Untere Gasse 3                                                     | Forchtenberg, Untere Gasse 3 (Karte) |                                   | Erhaltenswertes Gebäude | BW |
|                | Wohnhaus Untere Gasse 7                                                     | Forchtenberg, Untere Gasse 7 (Karte) | 16. Jahrhundert                   | Prüffall | BW |
|                | Wohnhaus Untere Gasse 9                                                     | Forchtenberg, Untere Gasse 9 (Karte) | 1816                              | Prüffall | BW |
|                | Wohnhaus Untere Gasse 11                                                    | Forchtenberg, Untere Gasse 11 (Karte) | im Kern 16. Jahrhundert           | Prüffall | BW |
|                | Wohnhaus Untere Gasse 13                                                    | Forchtenberg, Untere Gasse 13 (Karte) | im Kern 16. Jahrhundert           | Prüffall | BW |
|                | Wohnhaus Untere Gasse 15                                                    | Forchtenberg, Untere Gasse 15 (Karte) | im Kern 16. Jahrhundert           | Prüffall | BW |
|                | Wohnhaus Untere Gasse 17                                                    | Forchtenberg, Untere Gasse 17 (Karte) | im Kern 16. Jahrhundert           | Prüffall | BW |
|                | Wohnhaus Untere Gasse 18                                                    | Forchtenberg, Untere Gasse 18 (Karte) | um 1700                           | Geschützt nach § 2 DSchG | BW |
|                | Kleinwohnhaus Untere Gasse 24                                               | Forchtenberg, Untere Gasse 24 (Karte) | 19. Jahrhundert                   | Erhaltenswertes Gebäude | BW |
|                | Kleintierstall Untere Gasse 26                                              | Forchtenberg, Untere Gasse 26 (Karte) | Anfang 19. Jahrhundert            | Erhaltenswertes Gebäude | BW |
|                | Kleinwohnhaus Untere Gasse 27                                               | Forchtenberg, Untere Gasse 27 (Karte) | 18./19. Jahrhundert               | Erhaltenswertes Gebäude | BW |
|                | Wohnhaus Untere Gasse 29                                                    | Forchtenberg, Untere Gasse 29 (Karte) | 18./19. Jahrhundert               | Erhaltenswertes Gebäude | BW |
|                | Krautgärten am Kocher                                                       | Forchtenberg (Karte) |                                   | Erhaltenswerte Grün- und Freifläche | BW |
|                | Zier- und Nutzgärten                                                        | Forchtenberg (Karte) |                                   | Erhaltenswerte Grün- und Freifläche | BW |
|                | Krautgärten vor der Stadtmauer                                              | Forchtenberg (Karte) |                                   | Erhaltenswerte Grün- und Freifläche | BW |
|                | Brücke, Kleine Kupferbrücke oder Wasenbrückchen                             | Forchtenberg, Gewann Heiligenberg, Herrenwiesen (Flstnr. 6, WA 2)                                                                                                 | 1741                              | Geschützt nach § 2 DSchG |    |

### Sindringen
| Bild           | Bezeichnung                                            | Lage                                                      | Datierung                      | Beschreibung              | ID |
| -------------- | ------------------------------------------------------ | --------------------------------------------------------- | ------------------------------ | ------------------------- | -- |
|                | Wehr                                                   | Sindringen, Flst.Nr. 0-1840, 0-1846, 0-2392 (Karte)       |                                | Geschützt nach § 2 DSchG  |    |
|                | Doppelwohnhaus Blumengasse 2                           | Sindringen, Blumengasse 2 (Karte)                         | 1787                           | Erhaltenswertes Gebäude   | BW |
|                | Teil eines Doppelwohnhauses Blumengasse 3              | Sindringen, Blumengasse 3 (Karte)                         | 19. Jahrhundert                | Erhaltenswertes Gebäude   | BW |
|                | Teil eines Doppelwohnhauses Blumengasse 5              | Sindringen, Blumengasse 5 (Karte)                         | 18./19. Jahrhundert            | Erhaltenswertes Gebäude   | BW |
|                | Krautgärten                                            | Sindringen, Brechdarrweg (Karte)                          | 16./17. Jahrhundert            | Geschützt nach § 2 DSchG  | BW |
|                | Handwerkerhaus Brunnengässle 5                         | Sindringen, Brunnengässle 5 (Karte)                       | 18./19. Jahrhundert            | Erhaltenswertes Gebäude   | BW |
|                | Stadtmauer                                             | Sindringen, Gaisberg, Schloßstraße, Untere Straße (Karte) | ca. 1370                       | Geschützt nach § 2 DSchG  | BW |
|                | gestelztes Wohnhaus Gaisberg 3                         | Sindringen, Gaisberg 3 (Karte)                            | 16./17. Jahrhundert            | Erhaltenswertes Gebäude   | BW |
|                | ehemaliger Gasthof mit Kegelbahn                       | Sindringen, Gaisberg 11 / Gartenstraße 9 (Karte)          | 18. Jahrhundert                | Geschützt nach § 2 DSchG  | BW |
|                | Wohnstallhaus Gaisberg 13                              | Sindringen, Gaisberg 13 (Karte)                           | 19. Jahrhundert                | Erhaltenswertes Gebäude   | BW |
|                | Feuerwehrhaus                                          | Sindringen, Gaisberg 16 (Karte)                           | 1964                           | Erhaltenswertes Gebäude   | BW |
|                | gestelztes Doppelwohnhaus Gaisberg 17-19               | Sindringen, Gaisberg 17-19 (Karte)                        | 19. Jahrhundert                | Erhaltenswertes Gebäude   | BW |
|                | Wohnhaus Gaisberg 20                                   | Sindringen, Gaisberg 20 (Karte)                           | 1776                           | Geschützt nach § 2 DSchG  | BW |
|                | Wirtschaftsgebäude Gaisberg 23                         | Sindringen, Gaisberg 23 (Karte)                           | 1963                           | Erhaltenswertes Gebäude   | BW |
|                | Gartenhaus Jagsthäuser Straße 2                        | Sindringen, Jagsthäuser Straße 2 (Karte)                  | 1809                           | Geschützt nach § 2 DSchG  | BW |
|                | ehemalige Schmiede                                     | Sindringen, Jagsthäuser Straße 4+6 (Karte)                | 1872                           | Erhaltenswertes Gebäude   | BW |
| Weitere Bilder | Stadtmühle                                             | Sindringen, Jagsthäuser Straße 5 (Karte)                  | Mitte 19. Jahrhundert          | Geschützt nach § 2 DSchG  |    |
|                | Doppelhaus mit Werkstätten Jagsthäuser Straße 8        | Sindringen, Jagsthäuser Straße 8 (Karte)                  | 1950er Jahre                   | Erhaltenswertes Gebäude   | BW |
| Weitere Bilder | Evangelische Heilig-Kreuz-Kirche                       | Sindringen, Kirchplatz 1 (Karte)                          | 1336                           | Geschützt nach § 28 DSchG |    |
|                | Altes Schulhaus                                        | Sindringen, Kirchplatz 2 (Karte)                          | 1838                           | Erhaltenswertes Gebäude   | BW |
|                | Wohnhaus Kirchplatz 3                                  | Sindringen, Kirchplatz 3 (Karte)                          | Im Kern wohl 19. Jahrhundert   | Erhaltenswertes Gebäude   | BW |
|                | gestelztes Wohnhaus Wohnhaus Kirchplatz 8              | Sindringen, Wohnhaus Kirchplatz 8 (Karte)                 | 1820                           | Erhaltenswertes Gebäude   | BW |
|                | Scheunen Lutzweg 3                                     | Sindringen, Lutzweg 3 (Karte)                             | spätes 19. Jahrhundert         | Erhaltenswertes Gebäude   | BW |
|                | Brunnenstube                                           | Sindringen, Rathausstraße 1 (Karte)                       | im Kern 18./19. Jahrhundert    | Geschützt nach § 2 DSchG  | BW |
|                | Wohnhaus Rathausstraße 1                               | Sindringen, Rathausstraße 1 (Karte)                       | im Kern 18./19. Jahrhundert    | Prüffall                  | BW |
|                | gestelztes Wohnhaus Rathausstraße 2                    | Sindringen, Rathausstraße 2 (Karte)                       | im Kern 18./19. Jahrhundert    | Erhaltenswertes Gebäude   | BW |
|                | gestelztes Wohnhaus Rathausstraße 6                    | Sindringen, Rathausstraße 6 (Karte)                       | im Kern 19. Jahrhundert        | Erhaltenswertes Gebäude   | BW |
|                | Rathaus                                                | Sindringen, Rathausstraße 11 (Karte)                      | 1955                           | Erhaltenswertes Gebäude   | BW |
|                | Scheune Schloßstraße 2                                 | Sindringen, Schloßstraße 2 (Karte)                        | Im Kern 19. Jahrhundert        | Erhaltenswertes Gebäude   | BW |
|                | Wohnhaus mit Scheune Schloßstraße 4                    | Sindringen, Schloßstraße 4 (Karte)                        | 18./19. Jahrhundert            | Erhaltenswertes Gebäude   | BW |
|                | Doppelwohnhaus Schloßstraße 6 und 8                    | Sindringen, Schloßstraße 6 und 8 (Karte)                  | 1617                           | Erhaltenswertes Gebäude   | BW |
|                | Teil eines Doppelwohnhaus Schloßstraße 7               | Sindringen, Schloßstraße 7 (Karte)                        | 18. Jahrhundert                | Erhaltenswertes Gebäude   | BW |
|                | Doppelwohnhaus Schloßstraße 12+14                      | Sindringen, Schloßstraße 12+14 (Karte)                    | 19. Jahrhundert                | Erhaltenswertes Gebäude   | BW |
|                | Ökonomiegebäude (Scheune) Schloßstraße 16              | Sindringen, Schloßstraße 16 (Karte)                       |                                | Erhaltenswertes Gebäude   | BW |
|                | Wohnhaus mit Scheune Schloßstraße 22                   | Sindringen, Schloßstraße 22 (Karte)                       | 18./19. Jahrhundert            | Erhaltenswertes Gebäude   | BW |
|                | Wohnhaus mit Scheune Schloßstraße 24                   | Sindringen, Schloßstraße 24 (Karte)                       | 18./19. Jahrhundert            | Erhaltenswertes Gebäude   | BW |
|                | Doppelwohnhaus mit Scheune Schloßstraße 28+30          | Sindringen, Schloßstraße 28+30 (Karte)                    | 18./19. Jahrhundert            | Erhaltenswertes Gebäude   | BW |
|                | Wohnhaus Schloßstraße 32                               | Sindringen, Schloßstraße 32 (Karte)                       | Mitte 19. Jahrhundert          | Erhaltenswertes Gebäude   | BW |
| Weitere Bilder | Schloss Sindringen                                     | Sindringen, Schloßstraße 36 (Karte)                       | 1579                           | Geschützt nach § 28 DSchG |    |
|                | Gemeindearrest und Kleintierstallungen                 | Sindringen, Schloßstraße 36/1, 34/1, 36/2 (Karte)         |                                | Geschützt nach § 2 DSchG  | BW |
|                | Alte Apotheke                                          | Sindringen, Schloßstraße 37 (Karte)                       | 1745                           | Geschützt nach § 2 DSchG  | BW |
|                | Gemeindebackhaus                                       | Sindringen, Schloßstraße 38 (Karte)                       | 1876                           | Geschützt nach § 2 DSchG  | BW |
|                | Kelter                                                 | Sindringen, Schloßstraße 40 (Karte)                       | 1902                           | Geschützt nach § 2 DSchG  | BW |
|                | Zehntscheune                                           | Sindringen, Tuchbleiche 1 (Karte)                         | 1714                           | Geschützt nach § 2 DSchG  | BW |
|                | Ökonomiegebäude (Scheune) Tuchbleiche 3                | Sindringen, Tuchbleiche 3 (Karte)                         | Spätes 19. Jahrhundert         | Erhaltenswertes Gebäude   | BW |
|                | Wohnhaus Tuchbleiche 4                                 | Sindringen, Tuchbleiche 4 (Karte)                         | Spätes 19. Jahrhundert         | Erhaltenswertes Gebäude   | BW |
|                | Parallelgehöft (Wohnhaus mit Scheune) Untere Straße 8  | Sindringen, Untere Straße 8 (Karte)                       | 1777                           | Erhaltenswertes Gebäude   | BW |
|                | Ökonomiegebäude (Scheune) Untere Straße 12             | Sindringen, Untere Straße 12 (Karte)                      | Frühes 20. Jahrhundert         | Erhaltenswertes Gebäude   | BW |
|                | Ökonomiegebäude (Scheune) Untere Straße 14             | Sindringen, Untere Straße 14 (Karte)                      | Frühes 20. Jahrhundert         | Erhaltenswertes Gebäude   | BW |
|                | Parallelgehöft (Wohnhaus mit Scheune) Untere Straße 18 | Sindringen, Untere Straße 18 (Karte)                      | im Kern spätes 18. Jahrhundert | Erhaltenswertes Gebäude   | BW |
|                | Doppelwohnhaus Untere Straße 26 + 28                   | Sindringen, Untere Straße 26 + 28 (Karte)                 | 1781                           | Erhaltenswertes Gebäude   | BW |
|                | Streckgehöft Untere Straße 30                          | Sindringen, Untere Straße 30 (Karte)                      | im Kern 17./18. Jahrhundert    | Erhaltenswertes Gebäude   | BW |
|                | Parallelgehöft Untere Straße 32                        | Sindringen, Untere Straße 32 (Karte)                      | 18. Jahrhundert                | Geschützt nach § 2 DSchG  | BW |
|                | Gestelztes Wohnstallhaus Untere Straße 33              | Sindringen, Untere Straße 33 (Karte)                      | 1867                           | Prüffall                  | BW |
|                | Gestelztes Wohnstallhaus Untere Straße 34              | Sindringen, Untere Straße 34 (Karte)                      | 1849                           | Erhaltenswertes Gebäude   | BW |
|                | Wohnhaus Untere Straße 38                              | Sindringen, Untere Straße 38 (Karte)                      | um 1910/20                     | Erhaltenswertes Gebäude   | BW |
| Weitere Bilder | Kleinkastell Sindringen                                | Sindringen (Karte)                                        | 159/160                        |                           |    |

### Wohlmuthausen
| Bild | Bezeichnung              | Lage                                      | Datierung | Beschreibung | ID |
| ---- | ------------------------ | ----------------------------------------- | --------- | ------------ | -- |
|      | Alte Schule (Bürgerhaus) | Wohlmuthausen, Hohenlohestraße 32 (Karte) |           | [ 2 ]        | BW |